# Penwith
Penwith (Cornisch Pennwydh) was een Engels district in het graafschap Cornwall en telde 63.012 inwoners (2001). De oppervlakte bedraagt 303,7 km².
Van de bevolking is 21,3% ouder dan 65 jaar. De werkloosheid bedraagt 4,2% van de beroepsbevolking (cijfers volkstelling 2001).

## Plaatsen in district Penwith
- Chysauster Ancient Village
- Hayle
- Newlyn
- Penzance
- St Ives